# Щепанково (Щиценський повіт)
Щепанково (пол. Szczepankowo, нім. Stauchwitz) — село в Польщі, у гміні Дзьвежути Щиценського повіту Вармінсько-Мазурського воєводства.
Населення — 109 осіб (2011).

## Демографія
Демографічна структура станом на 31 березня 2011 року:
|          | Загалом | Допрацездатний вік | Працездатний вік | Постпрацездатний вік |
| -------- | ------- | ------------------ | ---------------- | -------------------- |
| Чоловіки | 52      | 17                 | 33               | 2                    |
| Жінки    | 57      | 19                 | 30               | 8                    |
| Разом    | 109     | 36                 | 63               | 10                   |